# Croton torreyanus
Espèce
Croton torreyanus est une espèce de plantes à fleurs du genre Croton et de la famille des Euphorbiaceae, présente au nord-est du Mexique.
Il a pour synonyme :
- Oxydectes torreyana, (Müll.Arg.) Kuntze